# Домашний чемпионат Великобритании 1923/1924
Домашний чемпионат Великобритании 1923/24 (англ. 1923–24 British Home Championship) — тридцать шестой розыгрыш Домашнего чемпионата, футбольного турнира с участием сборных четырёх стран Великобритании (Англии, Шотландии, Уэльса и Ирландии). Победу в турнире в третий раз в своей истории одержала сборная Уэльса.
В первой игре турнира ирландцы сенсационно обыграли англичан в Белфасте со счётом 2:1. Валлийцы также неожиданно победили шотландцев в Кардиффе со счётом 2:0. Во втором круге Шотландия обыграла Уэльс со счётом 2:0, а Англия проиграла Уэльсу со счётом 0:2. В последнем круге Уэльс на выезде с минимальным счётом обыграл Ирландию благодаря голу, забитому с пенальти, и гарантировал себе победу в турнире. В последнем матче, который уже не имел турнирного значения, Англия и Шотландия сыграли со счётом 1:1.

## Турнирная таблица
| Поз | Команда   | И | В | Н | П | МЗ | МП | РМ | О |
| --- | --------- | - | - | - | - | -- | -- | -- | - |
| 1   | Уэльс (Ч) | 3 | 3 | 0 | 0 | 5  | 1  | +4 | 6 |
| 2   | Шотландия | 3 | 1 | 1 | 1 | 3  | 3  | 0  | 3 |
| 3   | Ирландия  | 3 | 1 | 0 | 2 | 2  | 4  | −2 | 2 |
| 4   | Англия    | 3 | 0 | 1 | 2 | 3  | 5  | −2 | 1 |

## Результаты матчей
| Ирландия                   | 2:1     | Англия       |
| -------------------------- | ------- | ------------ |
| - Гиллеспи 20′ - Крофт 72′ | (отчёт) | Брэдфорд 15′ |

| Уэльс                           | 2:0     | Шотландия |
| ------------------------------- | ------- | --------- |
| - У. Дейвис 50′ - Л. Дейвис 73′ | (отчёт) |           |

| Шотландия                    | 2:0     | Ирландия |
| ---------------------------- | ------- | -------- |
| - Каннингем 85′ - Моррис 89′ | (отчёт) |          |

| Англия      | 1:2     | Уэльс                        |
| ----------- | ------- | ---------------------------- |
| Робертс 55′ | (отчёт) | - У. Дейвис 60′ - Визард 63′ |

| Ирландия | 0:1     | Уэльс              |
| -------- | ------- | ------------------ |
|          | (отчёт) | Расселл 67′ (пен.) |

| Англия    | 1:1     | Шотландия         |
| --------- | ------- | ----------------- |
| Уокер 60′ | (отчёт) | Тейлор 40′ (авт.) |

## Победитель
| Победитель Домашнего чемпионата 1919/20 |
| Уэльс Третий титул                      |

## Состав победителей
Сборная Уэльса
| Имя             | Поз. | Игры / голы по соперникам | Игры / голы по соперникам | Игры / голы по соперникам | Итого | Итого |
| Имя             | Поз. | ШОТ                       | ИРЛ                       | АНГ                       | Игры  | Голы  |
| --------------- | ---- | ------------------------- | ------------------------- | ------------------------- | ----- | ----- |
| Берт Грей       | Вр   | 1                         | 1                         | 1                         | 3     | 0     |
| Моузес Расселл  | Защ  | 1                         | 1/1                       | 1                         | 3     | 1     |
| Джек Дженкинс   | Защ  | 1                         | 1                         | 1                         | 3     | 0     |
| Херби Эванс     | Хав  | 1                         | 1                         | 1                         | 3     | 0     |
| Фред Кинор (к)  | Хав  | 1                         | 1                         | 1                         | 3     | 0     |
| Билли Дженнингс | Хав  | 1                         | 1                         | 1                         | 3     | 0     |
| Уилли Дейвис    | Нап  | 1/1                       | 1                         | 1/1                       | 3     | 2     |
| Айвор Джонс     | Нап  | 1                         |                           |                           | 1     | 0     |
| Джек Николлз    | Нап  |                           | 1                         | 1                         | 2     | 0     |
| Лен Дейвис      | Нап  | 1/1                       | 1                         | 1                         | 3     | 1     |
| Тед Визард      | Нап  | 1                         | 1                         | 1/1                       | 3     | 1     |
| Дик Ричардс     | Нап  | 1                         | 1                         | 1                         | 3     | 0     |

## Бомбардиры
- 2 гола
  -  Уилли Дейвис[англ.]